# Samba Rock (album)
| Recensione | Giudizio |
| ---------- | -------- |
| AllMusic   |          |

Samba Rock è il secondo album dei Trio Mocotó, pubblicato nel 2001 dopo la loro reunion.

## Tracce
Testi e musiche di Trio Mocotó, tranne dove indicato.
1. Voltei amor – 3:31
2. Tudo bem – 4:02
3. Pensando nel (Bus Stop) – 5:05
4. Adelita – 3:44 (Jorge Ben)
5. Os orixás – 4:09
6. Águas de março (Waters of March) – 3:07 (Antonio Carlos Jobim)
7. Náo sei porque – 3:13
8. Kriola – 5:31
9. A tonga da mironga do kabuletê – 4:40 (Vinícius de Moraes, Toquinho)
10. Kibe crú – 4:11
11. Nereu nereu – 4:28
12. Cyrano do beijorac – 3:03 (Rita Lee)
13. Mocotó beat – 3:10
14. Fui – 3:43